# 東矢口
東矢口（日语：／ Higashi-yaguchi */?）是東京都大田區的町名。現行行政地名為東矢口一丁目至東矢口三丁目。2013年8月1日為止的人口有11,583人。郵遞區號144-0094。

## 地理
位於大田區南部。北鄰池上。東部大略以東急池上線為界，接西蒲田。南部與西部大略以環八通為界，接多摩川、新蒲田。西北端接千鳥。多摩堤通通過町內。此外，車站周邊多商店，其他主要為住宅地。

## 歷史
1967年（昭和42年），蓮沼町、矢口町、安方町、小林町、池上德持町各一部分合併為現行的東矢口。

### 地名由來
意為矢口地區的東外側。

## 交通
東端有東急池上線蓮沼站。此外還可利用南方的東急多摩川線矢口渡站，東方的蒲田站。

## 設施
- 日體荏原高等學校 - 校地一部分。校舍在相鄰的池上。
- 大田區立安方中學校
- 大田區立矢口東小學校
- 若宮八幡神社

## 備註
1. ↑  .   [2013-08-26]. （原始内容存档于2014-02-18）.